# Tomáš Sobecký
Tomáš Sobecký (* 3. dubna 1981 Ostrava) je bývalý český zápasník – klasik.

## Sportovní kariéra
Zápasení se věnoval od 13 let v rodné Ostravě v klubu SSK Vítkovice (dříve TJ VŽKG). Vítkovický klub byl jeden z mála v Česku, kde byla možnost specializace na volný styl. V roce 1995 přestoupil kvůli studiu do Olomouce, kde se nakonec specializoval na v Česku tradiční zápas řecko-římský. Po vyučení se vrátil do Ostravy. Po roce ho povolali vojáci do Prahy. Po skončení vojenské služby mu v pražském klubu PSK Olymp nabídli smlouvu v Sportovním středisku Ministerstva vnitra.
V mužské reprezentaci klasiků vedené Ervínem Vargou se objevil poprvé v roce 2003. Ve váze do 66 kg byl však v pořadí třetí za Ondřejem Jarošem a Michalem Bláhou. V roce 2004 do olympijské kvalifikace nezasáhl.
Na pozici reprezentační jedničky se prosadil od roku 2006. V dubnu na mistrovství Evropy ho vyřadil až v semifinále Rus Sergej Kovalenko. V souboji o třetí místo prohrál s Ukrajincem Oleksandrem Chvoščem 0:4 na technické body a obsadil výborné 5. místo. Na tento výsledky však na dalších turnajích nenavázal a v roce 2008 se na olympijské hry v Pekingu nekvalifikoval.
Od roku 2010 přestoupil do vyšší kategorie do 74 kg. V dubna na mistrovství Evropy v Baku se přes opravy probojoval do souboje o třetí místo proti Maďaru Péteru Bácsimu. S Maďarem prohrál 1:8 na technické body a zopakoval čtyři roky staré 5. místo. V roce 2012 se na olympijské hry v Londýně nekvalifikoval.
Od roku 2014 startoval v neolympijské váhové kategorii do 71 kg. Sportovní kariéru ukončil po červnových Evropských hrách v Baku v roce 2015.
Žije nedaleko Ústí nad Labem v Chabařoviích s manželkou Jarmilou a dvěma dcerami Terezou a Kateřinou. Pracuje jako profesionální hasič.

### Výsledky v zápasu řecko-římském
| Turnaj             | 1999 | 2000 | 2001 | 2002 | 2003 | 2004 | 2005 | 2006 | 2007 | 2008 | 2009 | 2010 | 2011 | 2012 | 2013 | 2014 | 2015 |
| Turnaj             | 18   | 19   | 20   | 21   | 22   | 23   | 24   | 25   | 26   | 27   | 28   | 29   | 30   | 31   | 32   | 33   | 34   |
| Turnaj             | –63  | –63  | –63  | –66  | –66  | –66  | –66  | –66  | –66  | –66  | –66  | –74  | –74  | –74  | –74  | –71  | –71  |
| ------------------ | ---- | ---- | ---- | ---- | ---- | ---- | ---- | ---- | ---- | ---- | ---- | ---- | ---- | ---- | ---- | ---- | ---- |
| Olympijské hry     |      | —    |      |      |      | —    |      |      |      | —    |      |      |      | —    |      |      |      |
| Mistrovství světa  | —    |      | —    | —    | —    |      | úč.  | úč.  | úč.  |      | úč.  | úč.  | úč.  |      | úč.  | úč.  | —    |
| Evropské hry       |      |      |      |      |      |      |      |      |      |      |      |      |      |      |      |      | úč.  |
| Mistrovství Evropy | —    | —    | —    | —    | úč.  | úč.  | —    | 5.   | úč.  | úč.  | —    | 5.   | —    | —    | —    | úč.  | úč.  |
| MS juniorů         | úč.  | úč.  | úč.  |      |      |      |      |      |      |      |      |      |      |      |      |      |      |
| ME juniorů         | úč.  | —    |      |      |      |      |      |      |      |      |      |      |      |      |      |      |      |